# 陰謀のスプレマシー
『陰謀のスプレマシー』（原題: The Expatriate、米国題: Erased）は、2012年に制作されたアクションスリラー映画。アメリカ合衆国、カナダ、ベルギーの共同制作。ソフト発売の際に『ザ・ターゲット/陰謀のスプレマシー』という邦題に改題された。
元CIAのベン・ローガンと娘のエイミーが、暗殺者の魔の手から逃れつつ陰謀を暴いてゆく物語。
原題のThe Expatriateは、「国外追放者」といった意味。

## ストーリー
元CIAのベン・ローガンは既に米国を離れ、数か月前からベルギーのアントワープにある民間の防犯装置会社に職を得て、民間人として暮らしている。最近、十代の娘のエイミーを米国からベルギーに呼び寄せて、父娘二人で慣れない二人暮らしを始めたばかり。離婚後は娘は元妻と暮らしていたから、娘とは離れて暮らしていた年月が長く、おまけに娘は多感なティーンエイジャーなので、二人の関係はまだ微妙だ。エイミーはベンが元CIAだとは知らず、国務省で外交関係の仕事をしていたと思っている。
ベンの勤める防犯装置の開発会社はハルゲート・グループ（Halgate Group）の子会社。ある日、同僚の一人が自社製品の電子式ロックを調べている時に特許番号に不備があるという問題に気付いたので、ベンはその問題を上司のデレク・コーラーに報告した。だが翌日、ローガンがいつものように出勤してみると、自分の会社のオフィスがあるはずのビルのフロアは空になっている。デスクも備品も電話も無く、誰もおらず、文字通り空っぽだ。困ったベンは親会社のハルゲート社に行くが、子会社に防犯装置の会社は無い、とか、グループの子会社も含めて社員全体のデータの中にベン・ローガンなどという人物はいない、などと言われてしまう。きつねにつままれたように感じ、自分が確かに会社で勤務していたことを証明しようと銀行へ行き、自分の口座への給与振込の記録を印字してもらおうとするが、銀行員からも入出金の記録が全く無い、と言われてしまう。
戸惑うローガンのもとに、会社の同僚のフロイドが近づいてきて、突然銃でベンと娘のエイミーを脅し、車で誘拐してしまう。誰の命令でこんなことをしているのか尋ねるがフロイドは教えてくれない。ベンはCIAで身に付けた危機脱出術でフロイドを倒し殺す。人を殺してしまった父親を見てエイミーは取り返しのつかない事態になったと思い動揺し、警察に言って保護してもらおうとも言う。だがベンは警察が護ってくれるはずはないと言い、逃げるべきだと言う。自分たちを狙った背景を探ろうとフロイドのポケットを探るが、出てきたのはアントワープ中央駅のコインロッカーの鍵。二人で駅へ行き、その鍵でロッカーを開け中身を確認すると、暗殺指令書の束が入っている。会社の同僚たちの暗殺を命じた書類の束で、その中の1枚にベン自身の暗殺指令書も入っており、顔写真・氏名・住所など詳細な情報が記載されている。おまけにエイミーが数ヶ月前に米国にいた時の写真まで添付されている。数か月前に米国で祖父と会っていた時のことまで盗撮され写真が添付されているのを見て、気分が悪くなり、すっかり動揺するエイミー。その指令書の様式を見たベンは、自分を狙ったフロイドがプロの暗殺者であったことや暗殺指令を出したのは政府系の組織の関係者であることに気付く。念のためアントワープ市内の病院に行き死体安置室を確認してみると、案の定、同僚たちの遺体が多数横たわっていて、おまけに安置室の担当者は同僚の遺体をいくつも眺めつつ、全員不法滞在者だ、と妙なことを言う。ベンは、同僚たちが正規の従業員であり正規のアントワープ住民であると知っているので、それはつまり同僚たちに対しても諸記録の抹消ということが行われたのだ、と理解する。つまりかなり手の込んだ大きな陰謀が計画され、暗殺する人々を不明者扱いにし闇に葬るために諸記録も抹消され、その一環でベンも命を狙われ諸記録を抹消されたのだ、と気づく。
ところが同僚の遺体確認後まもなく病院内で別の暗殺者がベンとエイミーに襲いかかってくる。ベンは元CIAの技を使い、暗殺者を返り討ちにし殺害する。ベンがまたもや平然と人を殺したのを見て父親の過去に強い不信感を抱いたエイミーはパニック状態になりその気持ちをベンにぶつける。ベンはしかたなく自分は元CIAであることや暗殺担当者で多くの人を殺してきたことを告白する。エイミーはようやく状況を理解しはじめ、父親を信頼してみようと思う。
迫り来る暗殺者たちの魔の手から逃れるために、ベンとエイミーは友人のつてを頼って民間人のアパートに潜伏しつつ、暗殺を命令した犯人が誰なのか探り始める...

## キャスト
※括弧内は日本語吹替
- ベン・ローガン - アーロン・エッカート（木下浩之）

元CIA捜査官。現在は防犯装置を開発・製造する民間会社で責任者として働いている。妻とは離婚している。
- アンナ・ブラント - オルガ・キュリレンコ（佐古真弓）

ローガンのCIA時代の同僚。
- エイミー・ローガン - リアナ・リベラト（内山夕実）

ベンの娘。牛乳のアレルギー持ち。父親とは話がかみ合わないこともあるが仲が悪いというわけではない。
- デレク・コーラー - ニール・ネイピア（森源次郎）

ベンの上司。
- ハルゲート - ギャリック・ヘイゴン（水野龍司）

ハルゲート社の社長。
- ブレイマー - デヴィッド・バーク＝ジョーンズ（佐々木啓夫）
- ナビル - イェッセン・ファデル（木島隆一）

エミリーの知人。
- フロイド - アレクサンダー・フェーリング（前田一世）

ベンの元同僚。
- カリム - ファブリース・ブティック（宮崎敦吉）
- その他日本語吹替：池田ヒトシ、山岸治雄、徳本英一郎、小日向みわ、伊藤春香、岡田栄美